# Orahovac (kommun)
Orahovac (serbiska: Opština Orahovac, albanska: Komuna e Rahovecit, serbiska: Општина Ораховац, Ораховац, albanska: Rahovec) är en kommun i Kosovo. Den ligger i den sydvästra delen av landet, 60 km sydväst om huvudstaden Priština.